# Europejska Rada Spraw Zagranicznych
Europejska Rada Spraw Zagranicznych (ang. European Council on Foreign Relations, ECFR) – think tank utworzony w 2007 roku, pierwszy o ogólnoeuropejskim zasięgu. Jego celem jest promocja spójnej i bardziej aktywnej europejskiej polityki zagranicznej, wyrażającej wspólne wartości i interesy zjednoczonej Europy.
Wśród założycieli ECFR są m.in. byli premierzy, liderzy biznesu, naukowcy oraz aktywiści z państw Unii Europejskiej. ECFR posiada siedzibę w Londynie oraz biura w Berlinie, Madrycie, Paryżu, Rzymie, Sofii oraz od września 2011 r. w Warszawie. ECFR jest prowadzone przez dyrektora Marka Leonarda oraz dyrektora wykonawczego Dicka Oostinga. Rada ECFR obejmuje ponad 160 wpływowych osób z 27 państw członkowskich Unii Europejskiej.
ECFR zdobyło wiele znaczących wyróżnień i dwukrotnie zostało ogłoszone „najlepszym nowym think tankiem na świecie”.

## Organizacja

### Rada
Rada ECFR składa się obecnie z ponad 160 członków. Każdy z nich pełni trzyletnią kadencję, którą można powtórzyć. Wśród członków są czterej byli prezydenci z państw UE, 12 byłych premierów, siedmiu obecnych i 17 byłych ministrów spraw zagranicznych, pięciu byłych komisarzy unijnych, trzech byłych sekretarzy generalnych NATO, dyrektor Światowej Organizacji Handlu, ośmiu wyższych urzędników ONZ, 33 byłych lub obecnych dyrektorów różnych organizacji pozarządowych, 22 byłych lub obecnych profesorów, dziewięciu byłych lub obecnych dyrektorów banków i 15 byłych lub obecnych dziennikarzy. Rada spotyka się raz do roku w pełnym składzie. Ponadto, pojedynczy lub mniejsze grupy członków rady, w zależności od tematu bądź miejsca, wspierają badania analityków ECFR, jak również wspomagają regionalne biura ECFR. Wpływają w ten sposób na pracę ECFR, zwiększają jej oddziaływanie w Europie, jak i na świecie. Zarządowi Rady współprzewodniczą Martti Ahtisaari, Joschka Fischer oraz Mabel van Oranje a wśród innych jego członków są: Emma Bonino, Timothy Garton Ash, Ivan Krastev, Andrew Puddephatt, Javier Solana, Karin Forseke, Ana Palacio.
Polscy członkowie Rady:
- Leszek Balcerowicz – profesor, Szkoła Główna Handlowa w Warszawie; były premier, później minister finansów
- Marek Belka – były prezes Narodowego Banku Polskiego, były premier
- Jan Krzysztof Bielecki – były przewodniczący Rady Gospodarczej przy Prezesie Rady Ministrów; były premier
- Henryka Bochniarz – była prezydent Polskiej Konfederacji Pracodawców Prywatnych Lewiatan
- Jerzy Buzek – były przewodniczący Parlamentu Europejskiego, były premier
- Danuta Hübner – była posłanka do Parlamentu Europejskiego, była komisarz Unii Europejskiej ds. Rozwoju Regionalnego
- Aleksander Kwaśniewski – były prezydent
- Andrzej Olechowski – były minister spraw zagranicznych
- Adam Daniel Rotfeld – były minister spraw zagranicznych, były współprzewodniczący Polsko-Rosyjskiej Grupy do Spraw Trudnych, komisarz Euro-Atlantyckiej Inicjatywy Bezpieczeństwa EASI
- Piotr Serafin – były sekretarz stanu ds. europejskich w MSZ
- Radosław Sikorski – obecny minister spraw zagranicznych
- Aleksander Smolar – prezes zarządu Fundacji im. Stefana Batorego
- Paweł Świeboda – prezes Fundacji DemosEUROPA – Centrum Strategii Europejskiej

### Think tank
Think tank koncentruje większość swoich badań na trzech obszarach: Chiny, Szersza Europa (ang. Wider Europe) oraz od 2011 r. Bliski Wschód i Północna Afryka (ang. Middle East and North Africa). Członkowie ECFR publikują raporty i artykuły dotyczące kwestii wychodzących poza te ramy, np. odnośnie do kryzysu w strefie euro. ECFR prowadzi też duży projekt zatytułowany „Niemcy w Europie” (ang. Germany in Europe). ECFR publikuje pojedyncze dokumenty programowe, raporty, podsumowania i notatki które są dostępne na stronie internetowej think tanku. ECFR publikuje również regularnie trzy większe opracowania: rozpoczęty w 2011 r. i planowany co roku European Foreign Policy Scorecard, kwartalny China Analysis, i coroczny przegląd działań UE odnośnie do praw człowieka w ONZ. Sześć regionalnych biur ECFR organizują na bieżąco wydarzenia (np. wykłady, konferencje, debaty etc.) spośród których Londyński Black Coffee Mornings gościł m.in. Louis Arbour, Josepha Nye’a i George’a Robertsona.

### Biura regionalne
ECFR, jako jedyny wśród europejskich think tanków, ma biura w Berlinie, Londynie, Madrycie, Paryżu, Rzymie, Sofii i Warszawie. Biura wspierają krajowe debaty na temat polityki zagranicznej UE, zbierają znaczące informacje polityczne i promują analizy i badania ECFR w Europie.
- Warszawskie biuro ECFR: Warszawskie biuro ECFR istnieje od września 2011 r. Działalność biura koncentruje się na polskiej polityce zagranicznej, ze szczególnym uwzględnieniem Partnerstwa Wschodniego oraz bilateralnych relacji z Rosją oraz Turcją. Biuro promuje również te raporty i analizy stworzone przez ECFR, które mają szczególne znaczenie dla polskich odbiorców.
Dyrektorem warszawskiego biura jest Piotr Buras. Do grudnia 2012 roku funkcję tę pełnił Konstanty Gebert.

### Finansowanie
ECFR jest prywatną organizacją non-profit która finansuje swoją działalność z darowizn. ECFR została utworzona przy wsparciu Open Society Foundation, Communitas Foundation oraz Fundación Para las Relaciones Internacionales y el Diálogo Exterior (FRIDE). Jej fundatorami i darczyńcami są fundacje, korporacje, rządy oraz osoby prywatne.

## Obszary badań
Badania ECFR skupiają się wokół trzech głównych programów regionalnych:
- Program Szerszej Europy: program Szersza Europa przygląda się relacjom Unii Europejskiej z jej wschodnimi sąsiadami, uwzględniając Rosję i Turcję. Badania koncentrują się na tym, w jaki sposób UE może wykorzystać perspektywę członkostwa oraz swoją gospodarczą, militarną oraz polityczną współpracę by promować demokratyzację, prawa człowieka oraz praworządność w regionie, pomóc w rozwiązaniu ciągnących się konfliktów oraz zmniejszyć zagrożenie związane z dostawami energii.

- Program chiński: w ramach tego programu, ECFR stara się opracować strategie, które pomogłyby UE w sposób bardziej efektywny rozwijać swoje relacje z Chinami – odnośnie do kwestii globalnych, takich jak źródła energii i zmiany klimatyczne, rozwój i prawa człowieka, proliferacja broni nuklearnej oraz reforma organizacji międzynarodowych. W ramach programu publikowany jest kwartalnie China Analysis, przegląd najnowszych informacji i debat dotyczących chińskiej polityki zagranicznej, którą ECFR przygotowuje wspólnie z Asia Centre.

- Bliski Wschód i Afryka Północna: program Bliski Wschód i Północna Afryka pozostaje w trakcie konstrukcji. Jego głównym celem jest przyjrzenie się temu w jaki sposób Europa może konstruktywnie zareagować na rewolucje i protesty które rozpoczęły się w regionie MENA na początku 2011 r. Do tej pory ECFR opublikował trzy notatki dotyczące Egiptu, Maroka i Tunezji oraz jedną dotyczącą Chińskiej polityki wobec zmieniającego się regionu. Materiały do opublikowanych tekstów zostały zebrane w trakcie wizyt badawczych w poszczególnych państwach.

ECFR prowadzi też szereg innych projektów:
- Niemcy w Europie: projekt ma na celu promocję ogólnoeuropejskiej debaty nt. roli jaką Niemcy odgrywają w Europie. Intencją jest wygenerowanie nowych koncepcji i idei nt. ponownego włączenia Niemiec w proces rozwijania globalnie asertywnej i odpowiedzialnej Europy. Projekt ten jest wspierany przez Stiftung Mercator(inne języki).

- European Foreign Policy Scorecard: pierwsza ECFR’s European Foreign Policy Scorecard, zawierająca szczegółową ocenę wyników działań UE na arenie międzynarodowej, została opublikowana w marcu 2011 r. Jest to pierwsza próba systematycznej oceny efektów działań w ramach europejskiej polityki zagranicznej. Scorecard ocenia zdolność UE do wpływania na sytuację międzynarodową w obszarze 80 różnych polityk i kwestii, podzielonych na sześć rozdziałów – relacje z Chinami, relacje z USA, relacje z Rosją, relacje z Szerszą Europą, kwestie wielostronne i zarządzanie kryzysem. Scorecard została udostępniona w wersji wydrukowanej oraz elektronicznej.

## Publikacje
ECFR publikuje na swojej stronie internetowej kilka komentarzy i analiz tygodniowo. Na oficjalnej stronie jest również dostępny blog pt. „Whose World Order?” na którym pracownicy ECFR i zaproszeni eksperci piszą nt. publikacji think tanku, wydarzeń międzynarodowych i pozycji UE na świecie. ECFR udostępnia również regularnie podcasty po angielsku, a także okazjonalnie po francusku, niemiecku, włosku i hiszpańsku. Madryckie biuro ECFR ma swojego własnego bloga, prowadzonego po hiszpańsku. ECFR ma konta na facebooku i twitterze.
- konto twitter (ang.) to: @ECFRheadlines
- konto twitter (pl.) to: @ECFR_Warsaw

„Europejska Rada Sprawa Zagranicznych… ma smykałkę do wytwarzania właściwych analiz we właściwym czasie, naprawdę przyciągających uwagę nowymi czy nieoczekiwanymi pomysłami.” The Economist, kwiecień 2009

### Policy Reports
- Scorecard 2010, Justin Vaïsse i Hans Kundnani, 2011
- Beyond Maastricht, Thomas Klau i François Godement, 2010
- A global China policy, François Godement, 2010
- Dealing with Yanukovych’s Ukraine, Andrew Wilson, 2010
- What does Russia think?, Ivan Krastev, Mark Leonard i Andrew Wilson, 2009
- Can the EU rebuild failing states?, Daniel Korski i Richard Gowan, 2009
- Towards a post-American Europe: A Power Audit of EU-US Relations, Nick Witney i Jeremy Shapiro, 2009
- The Limits of Enlargement-Lite: European and Russian Power in the Troubled Neighbourhood, Nicu Popescu i Andrew Wilson, 2009
- A Power Audit of EU-China Relations, John Fox i François Godement, 2009
- A Global Force for Human Rights? An Audit of European Power at the UN, Richard Gowan i Franziska Brantner, 2008
- Re-energising Europe’s Security and Defense Policy, Nick Witney, 2008
- Afghanistan: Europe’s Forgotten War, Daniel Korski, 2008
- A Power Audit of EU-Russia Relations, Mark Leonard i Nicu Popescu, 2007

### Policy Briefs
- Beyond wait-and-see: the way forward for EU Balkan policy, Heather Grabbe, Gerald Knaus i Daniel Korski, 2010
- The EU and human rights at the UN: 2009 review, Richard Gowan i Franziska Brantner, 2009
- Beyond the „War on Terror”: Towards a New Transatlantic Framework for Counterterrorism, Anthony Dworkin, 2009
- Shaping Europe’s Afghan Surge, Daniel Korski, 2009
- Beyond Dependence: How to Deal With Russian Gas, Pierre Noël, 2008
- Can the EU Win the Peace in Georgia?, Nicu Popescu, Mark Leonard i Andrew Wilson, 2008
- Meeting Medvedev: The Politics of the Putin Succession, Andrew Wilson, 2008
- Poland’s Second Return to Europe?, Paweł Swieboda, 2007
- New World Order: The Balance of Soft Power and the Rise of the Herbivorous Powers, Ivan Krastev i Mark Leonard, 2007

### Memos
- Re-wiring the US-EU Relationship, Daniel Korski, Ulrike Guérot i Mark Leonard, 2008